# Ghyvelde
Ghyvelde – miejscowość i gmina we Francji, w regionie Hauts-de-France, w departamencie Nord. W 2013 roku populacja gminy wynosiła 3264 mieszkańców. 
1 stycznia 2016 roku połączono dwie wcześniejsze gminy: Ghyvelde oraz Les Moëres. Siedzibą gminy została miejscowość Ghyvelde, a nowa gmina przyjęła jej nazwę. 